# الرابطة التأديبية لعلوم صحة السكان
الجمعية متعددة التخصصات لعلوم صحة السكان (اختصار IAPHS) هي منظمة عضوية متعددة التخصصات مكرسة للبحث في صحة السكان.
تم تأسيسها كمنظمة غير ربحية 501 في عام 2015، وتم إطلاقها رسميًا في 19 سبتمبر 2016. رئيسها الافتتاحي كانساندرو جاليا (جامعة بوسطن)، الذي تم انتخابه في عام 2016. شغل جاليا منصب رئيس الجمعية حتى خلفه في عام 2017 الرئيسالحالي بروس لينك (جامعة كاليفورنيا، ريفرسايد). في عام 2016، كتب ديفيد ناش من جامعة توماس جيفرسون، "ما يثير الإعجاب في الجمعية هو التزامها بنهج متعدد التخصصات قائم على السكان في الصحة والرعاية الصحية. من منظور الجمعية، تعني صحة السكان كل شيء بدءًا من تحسين حياة الأطفال لمساعدتهم أن يصبحوا بالغين أصحاء، لبناء بيئات مجتمعية أكثر صحة، وحتى لتغيير السياساتالتمييزية في القطاع العام.
كتاب الطب لآولوس كورنيليوس سلزوس

## انظر ايضاً
- كتاب الطب لآولوس كورنيليوس سلزوس
- صحة السكان

## روابط خارجية
- الموقع الرسمي